# Tatsuma Ito
Tatsuma Ito (伊藤 竜馬, Itō Tatsuma), né le 18 mai 1988 à Mie, est un joueur de tennis japonais, professionnel de 2006 à 2024.
Son meilleur classement en simple est 60e mondial, obtenu le 22 octobre 2012.

## Carrière

### Parcours en challenger et Coupe Davis
Il s'est illustré dans les tournois Challenger, s'imposant à Brasilia et Toyota en 2010, Recife et Toyota en 2011, Kyoto et Busan en 2012 et Kobe en 2018. Il a par ailleurs remporté huit tournois Future dont un en double.
Il représente son pays en Coupe Davis depuis 2009 et a participé au premier tour du groupe mondial en 2012 contre la Croatie, au quart de finale en 2014 contre la République tchèque et au premier tour contre le Canada en 2015.

### Débuts prometteurs
Tatsuma Ito a joué son premier tournoi ATP en 2008 à Tokyo sur invitation, puis le premier en se qualifiant à Eastbourne l'année suivante. En 2011, il passe le premier tour du tournoi d'Atlanta en s'imposant contre Michael Berrer, 84e mondial.

### 2012 - 2015: Une réelle progression et première victoire sur un joueur du top 10 mais déceptions en tournois majeurs
Il signe son plus beau succès contre le 26e mondial Radek Štěpánek lors de la World Team Cup 2012. Il atteint un mois plus tard les quarts de finale à Bois-le-Duc, il élimine au premier tour Márton Fucsovics, puis obtient une victoire sur le 35e à l'ATP, Jürgen Melzer. Il sera éliminé par Benoît Paire.
En juillet, il est sélectionné pour représenter le Japon aux Jeux de Londres, où il chute dès le premier tour face à Milos Raonic. En fin d'année, il améliore sa meilleure marque à Tokyo en prenant le meilleur sur Nicolás Almagro, 12e mondial, puis il conclut sur un nouveau quart à Moscou. Il y bat Roberto Bautista-Agut, Konstantin Kravchuk. Il sera éliminé par Andreas Seppi, futur lauréat.
Par la suite plus discret sur le circuit ATP. Cependant à l'US Open, il passe un tour face à Steve Johnson avant d'échouer face à Feliciano López. Cela faisait plus d'un an et demi qu'il n'avait pas passé les phases de qualifications en tournois majeur. Par la suite, il fait un retour remarqué en écartant le no 4 mondial, Stanislas Wawrinka au premier tour de l'Open du Japon 2014. Il élimine Stanislas Wawrinka en deux sets (7-5, 6-2), malheureusement son parcours s'arrête là car il est éliminé par Benjamin Becker sur un score en deux sets (6-3, 6-3). Lors de tournois majeurs, il échoue souvent en phases de qualification ou au premier tour (face à Martin Kližan à l'Open d'Australie et face à Fabio Fognini au internationaux de France).
En 2015, à Newport, il élimine Noah Rubin sur le score de 6-3, 7-6, 6-4, puis la 7e tête de série Steve Johnson via un double 6-4. Il va échouer au tour suivant face à John-Patrick Smith sur un score en trois sets 3-6, 7-6, 3-6. Puis à Bogota, il élimine Matthew Ebden sur un score de 1-6, 6-3, 6-4, il vient ensuite à bout de Alejandro Gomez aussi en trois sets via le score de 6-1, 7-5, 6-0. Il sera éliminé au tour suivant par le futur lauréat Bernard Tomic en deux sets 6-1, 6-4.

### 2016 - 2021: Retours sur le circuit secondaire, résultats mitigés en tournois ATP mais positifs en challengers
En 2016, il est surtout actif sur les tournois secondaires. Comme au challenger Hong-Kong, où il élimine Hei Yin Andrew Li, Christopher Rungkat, Somdev Devvarman, puis Chung Hyeon. Il sera éliminé par le Britannique Kyle Edmund. L'année 2016 ressemble beaucoup à l'année précédente avec un seul tournoi majeur joué hors phases de qualifications. À l'Open d'Australie il échoue cependant au premier tour face à Radek Štěpánek. Lors du challenger de Dallas, il élimine Denys Molchanov, Henri Laaksonen, puis Frances Tiafoe. Daniel Evans mettra fin à son parcours.
Il bat Dennis Novikov au premier tour de Delray Beach. Avant d'échouer au tour suivant face à Adrian Mannarino. À Miami, il bat un autre Français Nicolas Mahut, avant d'échouer face à Gaël Monfils. Pareil, à Bois le Duc, il passe Ivan Dodig, mais échoue face à Sam Querrey. Au challenger d'Ho-Chi-Minh-Ville, il arrive en quarts de finale. Il bat N Vijay Sundar Prashanth, puis le local Nam Hoang Ly; cependant il échoue face à un autre japonais Yasutaka Uchiyama. À domicile, lors du challenger Toyota, il arrive en finale mais perdra contre James Duckworth.
2017 commence mal jusqu'au tournois de Dallas. Là il bat Alejandro Gomez, puis Mikhail Kukushkin, il vient à bout de Elias Ymer, puis échoue contre Ryan Harrison. Lors du challenger de San Francisco, il élimine au 1er tour Peter Polansky, puis Darian King. Il se fera éliminer par le Chinois Zhang Ze. À domicile au challenger de Yokohama, il se fait éliminer par Kwon Soon-woo en demi-finale. Il arrive à Taipei jusqu'en finale. Là, il élimine Yasutaka Uchiyama, Lukas Lacko, Konstantin Kravchuk, Akira Santillan. Il sera éliminé par le Taïwanais Lu Yen-hsun.
L'année suivante, il arrive surtout à de bons résultats en Challenger. À domicile, il échoue en finale à Yokohama face à Yasutaka Uchiyama. Mais remporte le Challenger de Kobe. Il élimine le Chinois Wu Di 6-4, 6-3, puis son compatriote Yuta Shimizu 7-6, 6-1, par la suite, il vainc Yunseong Chung sur le score de 6-2, 6-3. Il arrive à vaincre son compatriote Yasutaka Uchiyama sur un score serré de 4-6, 6-0, 6-4. Il gagne le tournoi Yosuke Watanuki 3-6, 7-5, 6-3. Il fait un assez bon parcours à Taipei en éliminant Laurynas Grigelis, puis il vient à bout de Kwon Soon-woo, puis le local Jason Jung. Il va échouer face à l'Indien Yuki Bhambri, futur lauréat. À Séoul, il élimine le Sud Coréen Duckhee Lee, ainsi que son compatriote Seong-chan Hong, puis le Chinois Wu Di. Il se fera éliminer par Mackenzie McDonald. À Chengdu, il arrivera en quarts mais sera battu de nouveau par le local Zhang Ze.
En 2019, il échoue de nouveau face à sa bête noire, le Japonais Yasutaka Uchiyama à Busan sur le score de 6-7, 6-2, 10-4. Il arrive à l'Open d'Australie mais là encore, il échoue au premier tour face à Daniel Evans sur un score serré de 7-5, 6-1, 7-6. À Bangkok il abandonne en demi-finale face à Dudi Sela, en ayant éliminé le Sud-Coréen Kwon Soon-woo au tour précédent. Lors du Challenger de Yokohama, il échoue face à un autre Sud-Coréen : Duckhee Lee (6-3, 4-6, 7-6). Lors du Challenger de Busan, il bat le Taïwanais Tung-Lin Wu, puis le Turc Cem Ilkel, mais une fois de plus, il tombe sur son compatriote Yasutaka Uchiyama qui va l'éliminer sur le score de 4-6, 6-0, 6-3.
En 2020, il ne passe le premier tour que lors d'un seul tournoi (car la saison est bouleversée par la pandémie de Covid-19). C'est enfin lors d'un grand chelem qu'il réalise ceci, à l'Open d'Australie contre le lucky looser Prajnesh Gunneswaran qu'il bat 6-4, 6-2, 7-5. Mais il tombe logiquement face à Novak Djokovic sur un score de 6-1, 6-4, 6-2.
L'année suivante, il a des résultats mitigés. Malgré quelques victoires comme à Porto lors du Challenger où il bat deux locaux (Frederico Ferreira Silva et Luis Faria) avant de tomber face à Altug Celikbilek. Au Challenger de Puerto Vallarta, il passe aussi deux tours face à Gijs Brouwer et Alex Hernandez mais échoue face à Alejandro Tabilo. Ce sont les deux seules fois où il passe un second tour.

### 2022: peu de présence sur le circuit
En 2022, il n'est présent que sur le circuit secondaire où il obtient quelques résultats (demi-finale à Harmon lors de la 1re levée de ce tournoi et un second tour lors de la seconde).
Il se présente ensuite surtout sur le circuit asiatique. Il se présente à Sapporo où il passe deux tours avant d'être sorti par Ryota Tanuma. Lors de la seconde levée du même tournoi, il arrive en finale à Sapporo (tournoi ayant lieu du 6 au 11 septembre). Il arrive en finale. Puis à Yokohama, il passe le premier tour face à Nam Hoang Ly, mais il perd face à Yosuke Watanuki.

### 2024: retraite
Le 2 avril 2024, il annonce sa retraite à la fin de la saison. Il est honoré lors de son dernier match professionnel aux Championnats de tennis japonais en octobre.

## Victoires sur trois top 50 et un top 5 mondial
Radek Štěpánek 26e mondial lors de la World Team Cup 2012 (score : 3-6, 6-4, 6-4)
Jürgen Melzer 35e mondial lors du tournoi de Bois-le-Duc 2012 (score : 6-2, 6-2)
Nicolás Almagro 12e mondial, lors du tournoi de Tokyo 2012 (score : 7-6, 7-6)
Stanislas Wawrinka 4e mondial lors de l'Open du Japon 2014 (score : 7-5, 6-2)

## Parcours dans les tournois duGrand Chelem

### En simple
| Année | Open d'Australie | Open d'Australie | Internationaux de France | Internationaux de France | Wimbledon       | Wimbledon         | US Open         | US Open         |
| ----- | ---------------- | ---------------- | ------------------------ | ------------------------ | --------------- | ----------------- | --------------- | --------------- |
| 2009  | Q1               | C. Poch-Gradin   | —                        | —                        | —               | —                 | Q3              | Carsten Ball    |
| 2010  | Q1               | Nicolas Devilder | —                        | —                        | Q2              | Brendan Evans     | Q3              | Robert Kendrick |
| 2011  | Q1               | Guillermo Olaso  | Q1                       | Augustin Gensse          | Q1              | Ricardo Hocevar   | 1er tour (1/64) | Feliciano López |
| 2012  | 2e tour (1/32)   | Nicolas Mahut    | 1er tour (1/64)          | Andy Murray              | 1er tour (1/64) | Łukasz Kubot      | 1er tour (1/64) | Matthew Ebden   |
| 2013  | 2e tour (1/32)   | Márcos Baghdatís | Q1                       | Vincent Millot           | Q2              | Maxime Authom     | Q3              | Frank Dancevic  |
| 2014  | Q1               | D. Kosakowski    | Q1                       | Lorenzo Giustino         | 1er tour (1/64) | Simone Bolelli    | 2e tour (1/32)  | Feliciano López |
| 2015  | 1er tour (1/64)  | Martin Kližan    | 1er tour (1/64)          | Fabio Fognini            | Q2              | Hiroki Moriya     | Q1              | Aslan Karatsev  |
| 2016  | 1er tour (1/64)  | Radek Štěpánek   | Q1                       | Peter Gojowczyk          | —               | —                 | —               | —               |
| 2017  | Q2               | Ernesto Escobedo | Q1                       | P.-H. Mathieu            | Q3              | Serhiy Stakhovsky | Q2              | Vincent Millot  |
| 2018  | Q1               | Casper Ruud      | —                        | —                        | Q1              | Dominik Köpfer    | Q1              | Thiago Monteiro |
| 2019  | 1er tour (1/64)  | Daniel Evans     | Q1                       | Johan Tatlot             | —               | —                 | —               | —               |
| 2020  | 2e tour (1/32)   | Novak Djokovic   | Q1                       | Nikola Milojević         | —               | —                 | —               | —               |
| 2021  | Q1               | Yannick Maden    | Q1                       | Altuğ Çelikbilek         | Q2              | Jason Jung        | Q1              | Liam Broady     |

N.B. : à droite du résultat se trouve le nom de l'ultime adversaire.

### En double messieurs
| Année | Open d'Australie | Open d'Australie | Internationaux de France | Internationaux de France | Wimbledon | Wimbledon | US Open                                                                              | US Open |
| ----- | ---------------- | ---------------- | ------------------------ | ------------------------ | --------- | --------- | ------------------------------------------------------------------------------------ | ------- |
| 2012  | —                | —                | —                        | —                        | —         | —         | 1er tour (1/32) Go Soeda \|\| style="text-align:left;" \| A. Bogomolov Raven Klaasen |         |

N.B. : le nom du ou de la partenaire se trouve sous le résultat ; le nom des ultimes adversaires se trouve à droite.

## Parcours dans lesMasters 1000
| Année | Indian Wells          | Miami              | Monte-Carlo | Madrid | Rome | Canada | Cincinnati | Shanghai            | Paris |
| ----- | --------------------- | ------------------ | ----------- | ------ | ---- | ------ | ---------- | ------------------- | ----- |
| 2013  | 1er tour E. Donskoy   | 1er tour O. Rochus | —           | —      | —    | —      | —          | 1er tour G. Monfils | —     |
|       |                       |                    |             |        |      |        |            |                     |       |
| 2015  | 1er tour M. Jaziri    | —                  | —           | —      | —    | —      | —          | —                   | —     |
| 2016  | —                     | 2e tour G. Monfils | —           | —      | —    | —      | —          | —                   | —     |
|       |                       |                    |             |        |      |        |            |                     |       |
| 2019  | 1er tour J. Donaldson | —                  | —           | —      | —    | —      | —          | —                   | —     |

N.B. : sous le résultat se trouve le nom de l’ultime adversaire.

## Classements ATP en fin de saison
| Année          | 2006 | 2007 | 2008 | 2009 | 2010 | 2011 | 2012 | 2013 | 2014 | 2015 | 2016 | 2017 | 2018 | 2019 | 2020 | 2021 | 2022 | 2023 |
| Rang en simple | 1007 | 501  | 347  | 213  | 184  | 122  | 66   | 163  | 94   | 119  | 171  | 153  | 155  | 148  | 186  | 283  | 686  | 629  |
| Rang en double | 1106 | 975  | 765  | 541  | 525  | 392  | 696  | 443  | 622  | 923  | 598  | 1235 | 642  | –    | –    | –    | 1526 | 1358 |

Source : (en) Classements de Tatsuma Ito sur le site officiel de la Fédération internationale de tennis